# Niedersächsische Landkreisordnung
Die Niedersächsische Landkreisordnung (NLO) regelte, wie die kommunalen Körperschaften zur Wahrnehmung und Erfüllung ihrer Aufgaben und Funktionen verfasst waren. Damit hatte sie für die Kreise die gleiche Funktion wie sie die Niedersächsische Gemeindeordnung (NGO) für die Gemeinden hatte.
Am 1. November 2011 traten die NLO und die NGO außer Kraft und wurden durch das Niedersächsische Kommunalverfassungsgesetz  (NKomVG) abgelöst.

## Struktur
- Erster Teil

Grundlagen der Kreisverfassung §§ 1 bis 9 
- Zweiter Teil

Name, Sitz, Wappen und Flaggen §§ 10 bis 12 
- Dritter Teil

Kreisgebiet  §§ 13 bis 16 
- Vierter Teil

Kreiseinwohnerinnen und Kreiseinwohner  §§ 17 bis 24 
- Fünfter Teil

Innere Kreisverfassung  §§ 26 bis 62 
Erster Abschnitt   
Kreistag  §§ 26 bis 48 
Zweiter Abschnitt   
Kreisausschuss  §§ 49 bis 54 
Dritter Abschnitt   
Landrätin oder Landrat  §§ 55 bis 60 
Vierter Abschnitt   
Beschäftigte des Landkreises  §§ 61 und 62 
- Sechster Teil

Kreiswirtschaft  §§ 65 bis 68 
- Siebenter Teil

Aufsicht  §§ 69 bis 78 
- Achter Teil

Übergangs- und Schlussbestimmungen  §§ 79 bis 81 

## Organe der Landkreise
Diese sind der Kreistag, der Kreisausschuss und Landrätin oder Landrat.